# Manuel Erótico Comneno
Manuel Erótico Comneno fue un líder militar bizantino, primer antepasado documentado de la familia Comnena. Su origen y parentescos son oscuros. Sólo se menciona en fuentes como la defensa de Nicea en 978 contra el rebelde Bardas Esclero y como enviado imperial a este último once años más tarde. Tuvo tres hijos. El mayor, Isaac, se convirtió en emperador en 1057 y el más joven, Juan, fue el progenitor de Alejo I Comneno, fundador de la dinastía Comnena. Desarrolló su carrera durante el reinado de Basilio II.

## Origen
No se sabe nada de los primeros años de Manuel. Como era un militar activo en el año 978 y dado que tuvo hijos en fecha tan tardía como el año 1015, se ha sugerido que nació entre 955 y 960, fechas aceptadas generalmente por los estudiosos modernos. La identidad de sus padres es incierta. Como el primogénito de Manuel se llamó Isaac, Konstantinos Varzos creyó probable que su padre tuviera el mismo nombre, ya que según la costumbre griega el hijo mayor se nombraba por su abuelo paterno. Según Varzos, heredó su apellido Comneno de su padre, mientras que su madre fue una mujer de la familia Erótica, quizá con el rebelde del siglo XI Teófilo Erótico. Jean-Claude Cheynet, por otra parte, propuso que Manuel fue miembro de la familia Erótica y el primero en cambiar su apellido a Comneno. Los estudiosos modernos aceptan comúnmente el comentario de Miguel Pselo que la familia se originó en la aldea de Komne, Tracia. Varzos también considera a Manuel hermano del protospatario Nicéforo Comneno, nombrado gobernador de la región armenia de Vaspurakan poco después de su anexión en 1021. Esta relación, aunque posible, no ha podido ser probada.

## Carrera
Manuel aparece por primera vez en el año 978 cuando dirigió la defensa de Nicea frente al general Bardas Esclero, que se había levantado contra el emperador Basilio II. A pesar de que su bisnieta Ana Comnena afirma en la Alexiada que había sido nombrado estratego autocrátor de Oriente y enviado con plenos poderes para hacer frente a la revuelta, es mucho más probable que solo fuera un comandante local. Manuel mantuvo la defensa de la ciudad con cierto éxito, aunque los sitiadores consiguieron derrumbar una de las torres, hasta que se agudizó la falta de alimentos. En ese momento, Manuel consiguió engañar a Esclero fingiendo que tenía montañas de trigo y que estaba considerando unirse a él para permitir que los habitantes de Nicea pudieran marchar libremente a Constantinopla.
Reaparece en el año 989 cuando fue enviado como embajador (con los títulos patricio, antípato y vestes) ante Escleros —que había vuelto a rebelarse contra Basilio II— para convencerle de que se rindiera. Manuel tuvo éxito en su tarea: Bardas se entregó el 11 de octubre.
Poseyó tierras en la moderna región de Kastamonu, en la antigua Paflagonia, heredadas después de su muerte por su hijo mayor  y convertidas en baluarte de la familia en el siglo XI. Murió probablemente alrededor del año 1020 y, puesto que sus hijos eran todavía jóvenes, los confió al emperador Basilio II.

## Descendientes
La esposa de Manuel Erótico Comneno se llamó probablemente María, al igual que dos de sus nietas, y murió alrededor del año 1015. Tuvieron tres hijos:
- Isaac I Comneno.— Casado con Catalina de Bulgaria, hija del último zar búlgaro. Obtuvo la corona imperial en el año 1057.[9]
- Una hija de nombre desconocido.— Nacida en el año 1012, casó con Miguel Duquiano.[10]
- Juan Comneno.— Casado con Ana Dalasena, sirvió durante el reinado de su hermano como doméstico de las escolas. Su tercer hijo, Alejo I Comneno, se convirtió en emperador en el año 1081 y fundó la dinastía Comnena.[11]